# Aphaenogaster annandalei
Aphaenogaster annandalei é uma espécie de inseto do gênero Aphaenogaster, pertencente à família Formicidae.